# Joachim Brenner (Judoka)
Joachim Brenner (* 26. Mai 1960) ist ein ehemaliger deutscher Judoka, der 1986 Europameisterschaftszweiter war.

## Sportliche Karriere
Brenner war 1977 Zweiter der Kadetteneuropameisterschaften in der Gewichtsklasse bis 62 Kilogramm gewesen. Im Erwachsenenbereich kämpfte er im Halbleichtgewicht, der Gewichtsklasse bis 65 Kilogramm. Er trat für den TSV München Großhadern an. 
1985 gewann Brenner seinen einzigen Deutschen Meistertitel mit einem Sieg über Peter Jupke. Bei den Europameisterschaften 1986 in Belgrad bezwang er im Halbfinale den Belgier Philip Laats. Im Finale unterlag er Juri Sokolow aus der Sowjetunion. 1986 und 1987 war Brenner jeweils Dritter der Deutschen Meisterschaften.
Joachim Brenner war später Trainer an der Saarländischen Landessportschule.